# 真鍋由
真鍋 由（まなべ ゆう、1965年9月17日 - ）は、テレビ朝日報道局社会部記者、元アナウンサー。父はイラストレーターの真鍋博、兄は古生物学者の真鍋真。

## 来歴
東京都出身。國學院久我山高等学校、東洋大学経営学部卒業後の1991年4月、テレビ朝日に入社。同期は元アナウンサーで現：フリーアナウンサー、ビジネスマナー講師の日下千帆、元政治部デスクで、現：政治ジャーナリストの細川隆三。
入社以後からスポーツアナウンサーとしてナイター中継や『ワールドプロレスリング』を担当。『ワールドプロレスリング』では、後述の大仁田劇場でプロレスファンの印象に残るストーリーの中心となっていた
2003年からはスポーツ実況から離れ、報道を中心に活躍し、2005年6月から1年間、テレビ朝日ニューヨーク支局に平石直之の交代要員として派遣され、2006年7月に帰国。
2010年7月1日付人事にて、報道局ニュースセンターに異動となり、社会部記者となった後の2017年から、宮内庁を担当。現在は広報部。

## 人物

### 大仁田劇場
1999年、長州力のインディーズ団体批判に呼応する形で 、大仁田厚が新日本プロレスに参戦を果たした。その大仁田を、当時「ワールドプロレスリング」でジュニアヘビー級の試合などサブの実況担当だった真鍋が約1年余にわたり追い続けた一連の動きが、「大仁田劇場」と称され注目を集めた。
最初のインタビューでは、激高する大仁田にいきなり蹴りを入れられたり平手で打たれるなどの洗礼を受けた。以後も真鍋は度々理不尽な扱いに翻弄されながらも、それにもめげず事ある毎に大仁田に食らいつき、直接新日本プロレスとは関係ない大仁田厚主催興行にまで姿を現した。
次第に二人の絡みは「大仁田劇場」の名で専門誌に欠かさず細かい顛末が載るほどの人気を博すようになり、当の「ワールドプロレスリング」でも名物的な扱いを受けるようになった。ゴールデンのバラエティ番組でも取り上げられ、アナウンサー仲間から当初は「真面目だけが取り柄」「真面目を絵に描いたような人物」という評価だった真鍋が「こんなに面白い人だったの!?」「信じられない」と言われていた。
当初の真鍋は、「邪道」を貫く大仁田に対し、飽くまで新日本プロレスを擁護する立場だった（実際に真鍋は「私は新日本プロレスを愛している」と大仁田の面前で発言して、大仁田を呆然とさせた）。しかし最後の方には、それまで散々な目に遭わせてきた真鍋に対して「安かスーツだけどな、これを着て（長州戦の）実況をしてくれ!!」と、大仁田がスーツをプレゼントするなど、まるで二人の間で不思議な友情すら芽生えたかのように感じさせる展開となった。
大仁田にとっては、長州との電流爆破マッチ実現への到達で完結を見た「大仁田劇場」だったが、一方で真鍋も、当初は大仁田に対し気後れをしていたのが、次第に大仁田に真正面からきっちりと言葉を返すようになっていた（「電流爆破、見たいです」と言うまでになった）。
後にこの「大仁田劇場」はみちのくプロレスのロッキー・サンタナがニセ大仁田となり「ニセ大仁田劇場」と題してこの展開を真似た展開を繰り広げ、真鍋を真似たニセ真鍋（篠塚リングアナ）まで登場した。

## 出演番組

### 過去

#### アナウンサー時代
レギュラー番組（主に報道・情報番組）
| 期間       | 期間      | 番組名                | 役職                         |
| ---------- | --------- | --------------------- | ---------------------------- |
| 1993年4月  | 1994年3月 | 邦子がタッチ          | レポーター                   |
| 1998年4月  | 1998年9月 | やじうまワイド        | 月・火曜日スポーツキャスター |
| 1998年10月 | 1999年3月 | やじうまワイド        | 火・水曜日スポーツキャスター |
| 2003年4月  | 2003年9月 | ANNニュースフレッシュ | 週末担当キャスター           |
| 2003年10月 | 2005年3月 | ANNニュース           | 週末朝枠での担当キャスター   |
| 2004年4月  | 2005年3月 | ANNニュース           | 週末昼枠での担当キャスター   |

イレギュラー番組・その他
- さんまのナンでもダービー
- ウッチャンナンチャンの炎のチャレンジャー これができたら100万円!!
- 内村プロデュース(第1回緊急アシスタント)
- ゴールデンナイター
- ワールドプロレスリング
- スーパーモーニング（リポーター）
- スーパーJチャンネル（リポーター ※不定期）

## その他

### DVD
- ワールドプロレスリング 実況アナウンサー2大受難史～飯塚vs野上 大仁田vs真鍋～ 2012年10月26日（TCエンタテインメント）